# Diazinon
Diazinon – organiczny związek chemiczny, triester kwasu tiofosforowego, inhibitor cholinoesterazy.
Jest środkiem owadobójczym, stosowanym jako składnik preparatów do zwalczania pcheł.